# Crossodactylodes itambe
Crossodactylodes itambe ou Sapinho-do-Itambé é uma espécie de anfíbio da família Leptodactylidae. Endêmica do Brasil, onde pode ser encontrada apenas no Parque Estadual do Pico do Itambé, no município de Santo Antônio do Itambé, no estado de Minas Gerais.

## Área de Ocorrência
A espécie Crossodactylodes itambe foi registrada em uma área de transição entre os biomas Cerrado e Mata Atlântica, em altitudes superiores a 1.700 metros. Os girinos foram especificamente encontrados em bromélias rupícolas da espécie Vriesea medusa, localizadas em áreas abertas de campos rupestres. A extensão de ocorrência e a área de ocupação foram estimadas em 0,50 km^2, equivalente à área das bromélias. Essa distribuição limitada corresponde a uma única localização.

## População
A população de Crossodactylodes itambe é associada a uma área específica, onde os girinos foram identificados em bromélias rupícolas. A espécie pode estar sujeita a variações populacionais devido às características específicas de seu habitat.

## Ameaças
A principal ameaça à espécie é representada por incêndios recorrentes, que impactam negativamente a qualidade do hábitat.

## Estado de Conservação
O ICMBio categorizou a espécie como Criticamente em Perigo (CR) pelos critérios B1ab(iii)+2ab(iii).